# ハリー・トレッダウェイ
ハリー・トレッダウェイ（Harry John N. Treadaway, 1984年9月10日 - ）は、イギリスの俳優。

## 略歴
イングランド、デヴォン州出身。建築家の父のもとに生まれる。双子の兄であるルーク・トレッダウェイも俳優。兄のルークと出演した映画『ブラザーズ・オブ・ザ・ヘッド』で結合性双生児を演じ、双子の兄弟同士のキスシーンなどを含む過激な内容で話題を呼んだ。

## 主な出演作

### 映画
- ブラザーズ・オブ・ザ・ヘッド Brothers of the Head (2005) as Tom Howe
- コントロール Control (2007) スティーヴン・モリス役
- Love You More (2008) as Sam Taylor-Wood
- The Disappeared (2008) as Matthew Ryan
- エンバー 失われた光の物語 City of Ember (2008) ドゥーン・ハロー役  ※日本未公開
- フィッシュ・タンク Fish Tank (2009) as Billy
- Pelican Blood (2010) as Nikko
- Albatross (2010) as Jake
- Hideaways (2011) as James Furlong
- ロンドンゾンビ紀行 Cockneys vs Zombies (2012) アンディ・マグワイア役(Andy MacGuire)
- ローン・レンジャー The Lone Ranger (2013) フランク役(Frank)
- グリンゴ/最強の悪運男 Gringo (2018) マイルズ役

### テレビシリーズ
- Cape Wrath (2007) マーク・ブローガン役(Mark Brogan)
- コウノトリの道 心臓を運ぶ鳥 Flight of the Storks (2013) ジョナサン・アンセルム役(Jonathan Anselme)
- Truckers (2013) グレン役(Glen)
- ナイトメア〜血塗られた秘密〜 Penny Dreadful (2014-2016) ヴィクター・フランケンシュタイン役(Dr. Victor Frankenstein)
- ミスター・メルセデス Mr. Mercedes (2017-2018) ブレイディ・ハーツフィールド役(Brady Hartsfield)
- ザ・クラウン (2019) ロディ・ルウェリン役
- スタートレック:ピカード Star Trek: Picard (2020) ナレク役(Narek)